# 陳冠
陳冠（1488年—？），字端卿，江西南昌府南昌縣人，軍籍，明朝政治人物。

## 生平
正德八年（1513年）癸酉科江西鄉試第三十二名舉人，嘉靖二年（1523年）中式癸未科會試第二百四十七名，二甲第八十名進士。授刑部主事，升工部郎中，二十年（1541年）九月修天壽山各陵寢完工，加正四品服俸，二十二年（1543年）十二月罷職為民。

## 家族
曾祖陳銘；祖父陳聰，餘姚縣主簿，贈監察御史；父陳奎，廣西左布政使。母彭氏（封孺人）。具慶下。子陳賜、陳貺、陳貽、陳贇、陳贄、陳貞、陳贊、陳賡。